# 梧桐寨瀑布
22°25′51″N 114°07′53″E / 22.4309°N 114.1315°E

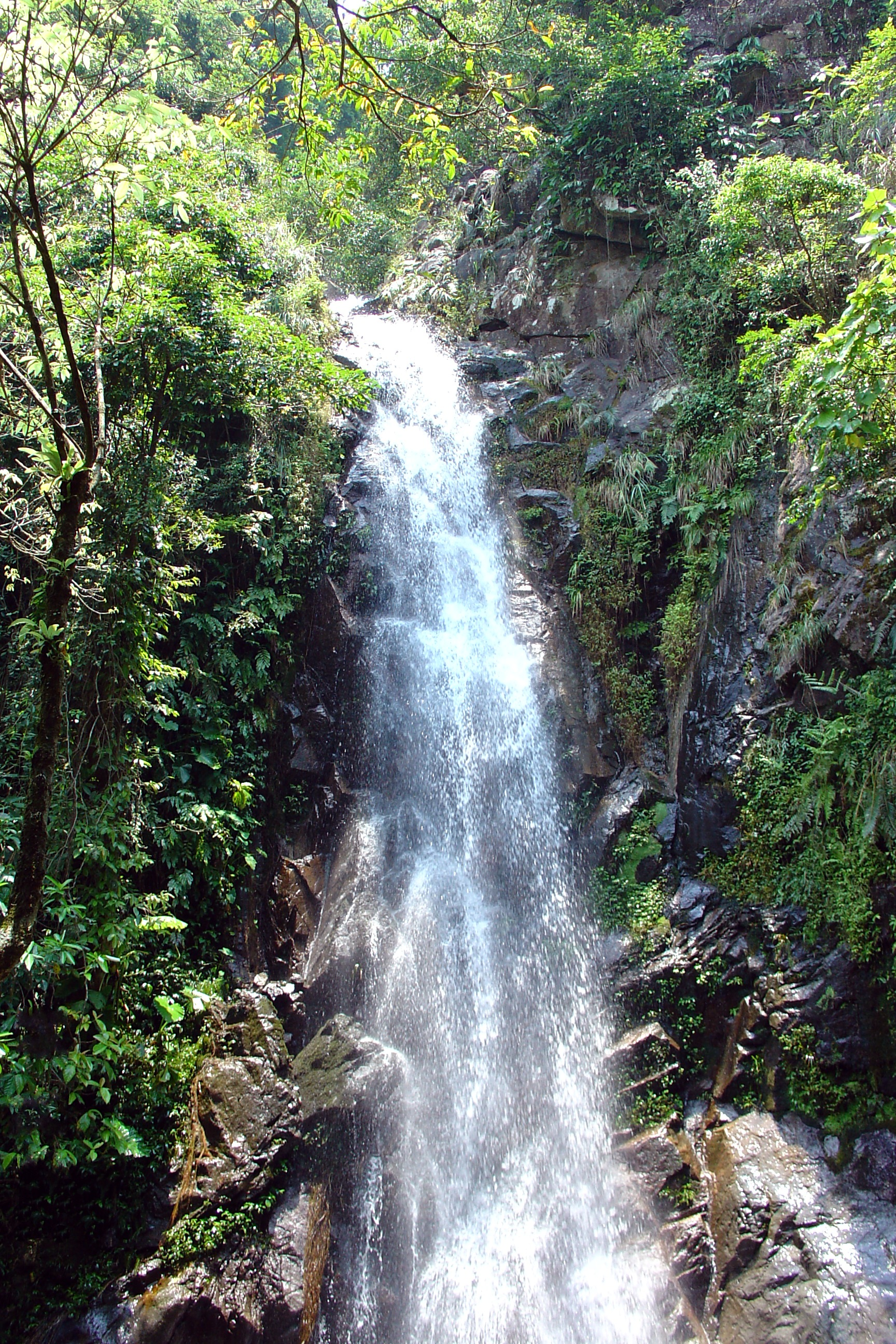
梧桐寨瀑布的中瀑（馬尾瀑）

梧桐寨瀑布是香港現存規模最大的瀑布，位於新界大埔區西南部的梧桐寨。水流由大帽山林村谷流經梧桐寨瀑布，然後沿林村河流入吐露港。

## 名稱
梧桐寨瀑布又名林村瀑布或梧桐寨群瀑。

## 地理
梧桐寨瀑布可細分為七個部份，包括主要的四條瀑布：散髮瀑、主瀑（長瀑）、中瀑（馬尾瀑）、下瀑（井底瀑）及較偏遠的玉女瀑、白蛇瀑和龍鬚瀑。主瀑有三十米高，是香港最高的瀑布，而下瀑只有五米，是所有瀑布中最小的一條。
上山的路有很多黄土和石頭，所以下雨後會很滑，在小徑上行走時須小心以免滑倒。

## 意外
2019年4月5日，一名26歲在銀行擔任行政人員的菲律濱籍女子在拍照時失足，從30多米高的位置墮下，送院搶救後證實不治。

## 交通

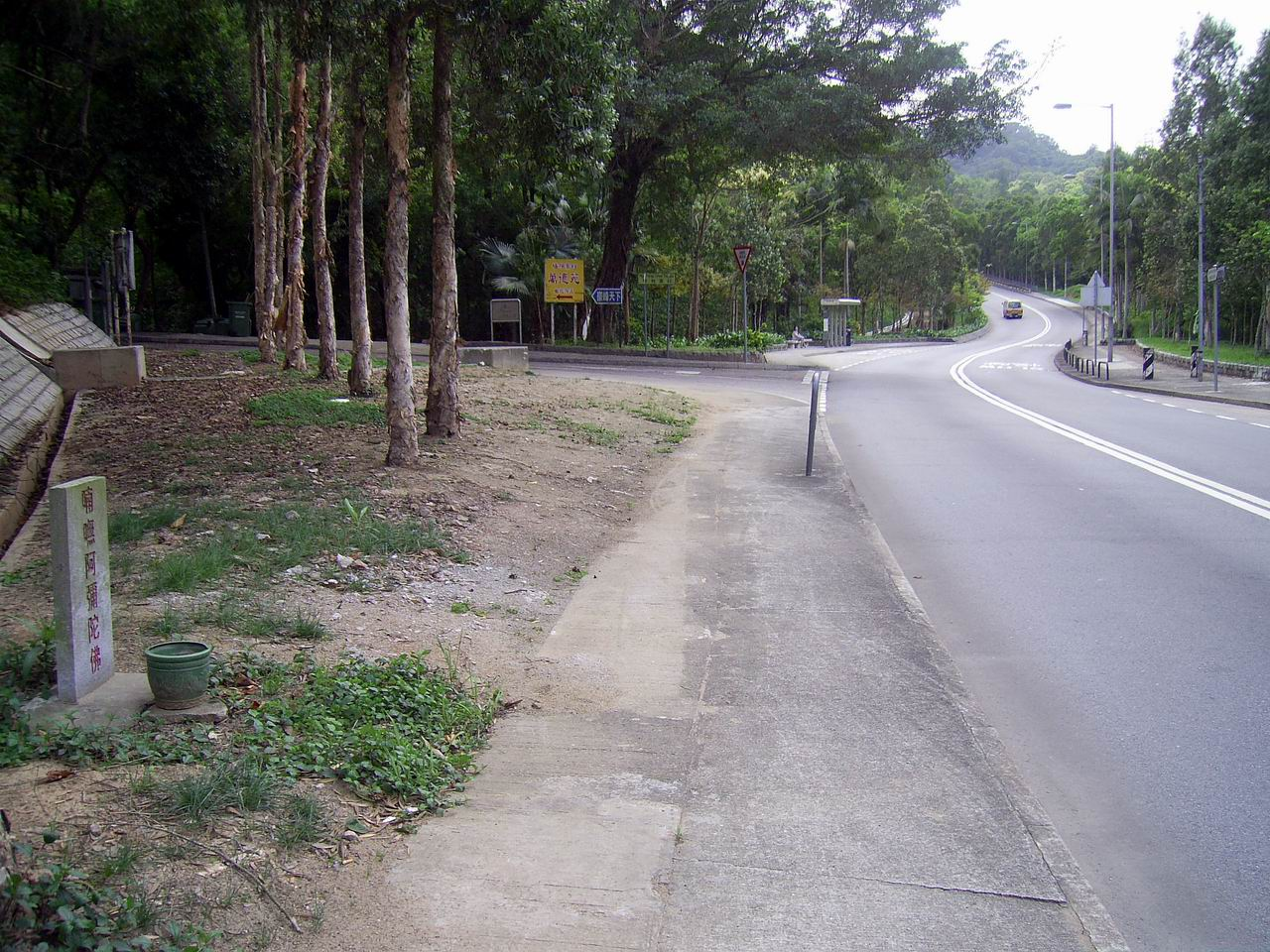
林錦公路近梧桐寨村車路入口（左方道路）

乘搭港鐵到太和站，轉乘公共小巴元朗至大埔缐或九巴64k，於林錦公路梧桐寨村下車，九巴於梧桐寨下車，沿梧桐寨村車路走，經過梧桐寨村，到達道觀「萬德苑」牌坊後，沿道觀旁小路繼續前進，即為通往梧桐寨群瀑的山徑。

## 資料來源
1. ↑  . 蘋果日報. 2019-04-05  [2019-04-05].
2. ↑  . 香港特別行政區康樂及文化事務署《行山樂》網站. 2011-11-24  [2012-06-07]. （原始内容存档于2012-04-24）.